# Chapel Haddlesey
Chapel Haddlesey är en civil parish i Storbritannien.   Den ligger i grevskapet North Yorkshire och riksdelen England, i den centrala delen av landet, 250 km norr om huvudstaden London.